# Inverness (Illinois)
Inverness é uma aldeia localizada no estado americano de Illinois, no Condado de Cook.

## Demografia
Segundo o censo americano de 2000, a sua população era de 6749 habitantes.
Em 2006, foi estimada uma população de 7434, um aumento de 685 (10.1%).

## Geografia
De acordo com o United States Census Bureau tem uma área de 16,8 km², dos quais 16,4 km² cobertos por terra e 0,4 km² cobertos por água.

## Localidades na vizinhança
O diagrama seguinte representa as localidades num raio de 8 km ao redor de Inverness.